# Couture (Film)
Couture ist ein Filmdrama von Alice Winocour. In dem Film spielt Angelina Jolie in einer der Hauptrollen eine Filmemacherin, die in die Welt der Haute Couture in Paris / Pariser Modewelt eintaucht. Der Film soll im September 2025 beim Toronto International Film Festival seine Premiere feiern.

## Handlung
Die amerikanische Filmemacherin Maxine Walker kommt zur Fashion Week nach Paris.

## Produktion

### Filmstab
Regie führt Alice Winocour, die auch das Drehbuch schrieb. Der Film wurde sowohl auf Englisch als auch auf Französisch gedreht. Winocours Film Proxima – Die Astronautin, in dem Eva Green die Hauptrolle spielte, war ebenfalls zweisprachig. Mit Filmeditor Julien Lacheray arbeitete Winocour bereits für Augustine und Proxima zusammen.

### Besetzung und Dreharbeiten

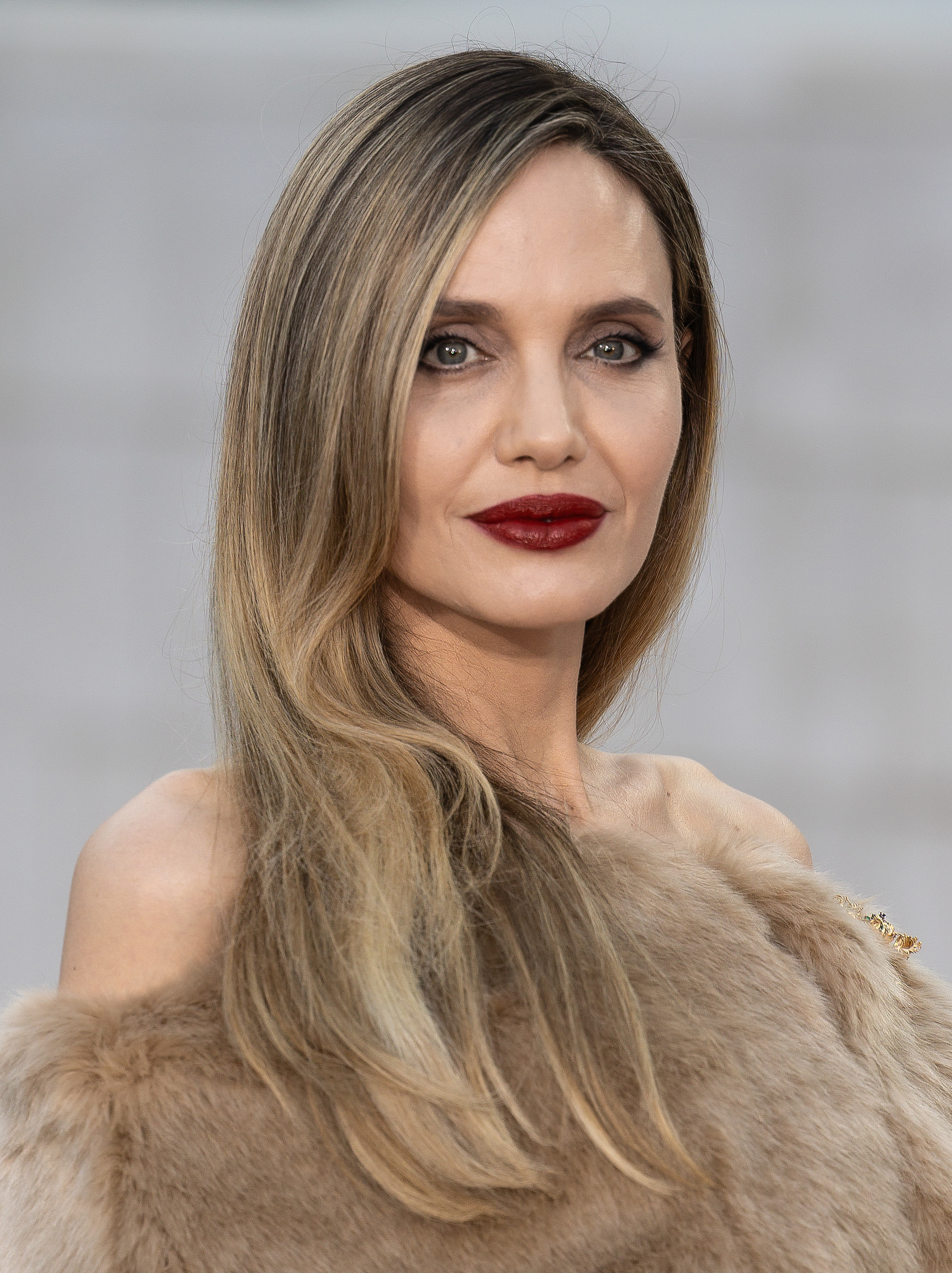
Angelina Jolie spielt die Filmemacherin Maxine

Angelina Jolie spielt die Filmemacherin Maxine Walker. Weiter auf der Besetzungsliste finden sich die Schweizerin Ella Rumpf, der Franzose Louis Garrel, das sudanesische Model Anyier Anei, die Französin Garance Marillier und der französisch-britische Schauspieler Finnegan Oldfield.
Die Dreharbeiten zu Couture haben Ende November 2024 in Paris begonnen. Winocour arbeitet mit Kameramann André Chemetoff zusammen, der zuletzt für Filme wie The World to Come von Mona Fastvold und Asterix & Obelix im Reich der Mitte von Guillaume Canet tätig war. Der Arbeitstitel war Stitches.

### Veröffentlichung
Die Premiere des Films ist am 7. September 2025 beim Toronto International Film Festival geplant. Ebenfalls im September 2025 wird er beim San Sebastian International Film Festival gezeigt.

## Auszeichnungen
San Sebastian International Film Festival 2025
- Nominierung im Wettbewerb für die Goldene Muschel